# Jardin botanique d'Iturraran
Le jardin botanique d'Iturraran est situé au cœur du Parc naturel de Pagoeta près de Saint Sébastien (Espagne).

## Présentation
Les premiers spécimens de plantes ont été plantés en 1986 sur 10 hectares offrant plus de 4 000 plantes différentes en provenance du monde entier notamment des collections de berberis, acer, magnolia.